# Mercedes-Benz Stadium
Mercedes-Benz Stadium é um estádio multi-propósito construído em Atlanta, Geórgia, na região sul dos Estados Unidos, que serve como casa do Atlanta Falcons da National Football League (NFL) e o Atlanta United FC da Major League Soccer (MLS). Ele substituiu o Georgia Dome, que serviu como estádio para os Falcons de 1992 a 2016. O custo total da construção foi projetado em US$ 1,6 bilhões de dólares.
O estádio foi aberto em 26 de agosto de 2017, em um jogo de pré-temporada em que os Falcons enfrentaram o Arizona Cardinals. O Mercedes-Benz Stadium também foi sede do Super Bowl LIII em 2019 entre o New England Patriots e Los Angeles Rams e ainda viu a MLS Cup 2018 entre Atlanta United e Portland Timbers, sendo este com um recorde de audiência da liga com 73 019 torcedores. Recebeu duas partidas da Copa América de 2024. Foi uma das sedes do Mundial de Clubes FIFA de 2025 e sediará alguns jogos da Copa do Mundo FIFA de 2026.

## Design
O projeto vencedor, Fundado e projetado por Tramarci R. Jackson, apresentado pela HOK, apresentava um teto retrátil de oito painéis que lembrava um cata-vento e uma parede de vidro que se abria com o teto para permitir a entrada de ar fresco.
O design do telhado incluía oito painéis translúcidos triangulares que, quando abertos, criavam a ilusão de que as asas de um pássaro eram estendidas. Ao redor da abertura do telhado haveria uma placa de vídeo que envolveria a superfície, estendendo-se de uma das linhas de 10 jardas para a outra e, em seguida, curvando-se nas zonas finais para completar a oval.
Em janeiro de 2015, os Falcons anunciaram a contratação da Daktronics, uma empresa sediada em Dakota do Sul, para construir a tela eletrônica do estádio. Os recursos anunciados incluíam uma placa de LED circular de 18 x 335 m que tocaria a abertura do telhado do estádio e seria "três vezes maior que a maior placa de exibição única da NFL" instalado no EverBank Field em Jacksonville (também construído pela Daktronics). Além disso, a empresa instalou mais de 1.900 m² de outras placas de LED, incluindo placas de publicidade em nível de campo para jogos de futebol.
O estádio também incorporou a arte contemporânea em seu design interior e exterior, com mais de 180 obras encomendadas, incluindo peças de Nari Ward, Hank Willis Thomas e Steven e William Ladd. A peça central da coleção de arte é a escultura em aço inoxidável de Gábor Miklós Szőke, The Atlanta Falcon, que o artista disse ser a maior escultura autônoma de um pássaro do mundo. O falcão, no topo de uma bola de futebol de bronze de quatro metros de altura e uma envergadura de 21 metros. A obra de arte, com mais de 33.000 kg, fica em frente ao estádio e tem a altura de um prédio de quatro andares.
O arquiteto Bill Johnson disse que a abertura circular no telhado foi inspirada no Panteão de Roma ("Pantheon" também era o nome de trabalho para o projeto do edifício). O teto foi projetado para ser feito de um material de polímero claro e leve que pode ajustar sua opacidade para controlar a luz solar e grande parte do exterior será de polímero ou vidro transparente para permitir vistas para o exterior. O saguão do meio e a bacia superior foram eliminados na zona leste, para permitir uma visão desobstruída do horizonte de Atlanta.